# Gado-gado
Le gado-gado est une spécialité culinaire indonésienne, consistant en une salade de légumes croquants nappés d'une sauce aux arachides.
En 2018, le gado-gado est promu comme l'un des six plats nationaux de l'Indonésie ; les autres sont le soto, le sate, le nasi goreng, le tumpeng et le rendang.

## Étymologie
Le terme gado ou le verbe menggado signifie « consommer quelque chose sans riz ». Gado-gado en indonésien signifie littéralement « mélange-mélange », car il est composé d'un riche mélange de légumes tels que des pommes de terre, des haricots longs, des germes de haricot, des épinards, des chayotes, des courges amères, du maïs et du chou, avec du tofu, du tempe et des œufs durs, le tout mélangé dans une sauce aux arachides, parfois aussi garni de krupuk et d'échalotes frites. Le gado-gado est différent du lotek atah ou du karedok qui utilise des légumes crus. Un autre plat similaire est le pecel javanais.

## Région
Le gado-gado est largement vendu dans presque toutes les régions d'Indonésie, chaque région ayant ses propres modifications. On pense qu'il s'agissait à l'origine d'un plat sundanais, car il est plus répandu dans les régions occidentales de Java (qui comprennent les provinces de Jakarta, Banten et Java Ouest). Les Javanais ont leur propre version légèrement similaire d'un plat de légumes dans une sauce aux arachides appelé pecel, qui est plus répandu dans le centre et l'est de Java. Le gado-gado est largement disponible dans les charrettes des marchands ambulants, les étals (warung), les restaurants et les hôtels en Indonésie ; il est également servi dans les restaurants de style indonésien du monde entier. Bien qu'on l'appelle habituellement une salade, la sauce aux cacahuètes est plus importante dans le gado-gado que dans les salades occidentales ; les légumes doivent en être bien enduits.
Certains établissements utilisent différents mélanges de sauce aux arachides, en ajoutant par exemple des noix de cajou pour le goût. À Jakarta, certains établissements se targuent de faire du gado-gado leur plat de prédilection. Certains d'entre eux existent depuis des décennies et ont développé une clientèle fidèle. Par exemple, la chaîne de restaurants Gado-Gado Boplo existe depuis 1970, tandis que le Gado-Gado Bonbin à Cikini existe depuis 1960.
La sauce est composée de cacahuètes salées frites et écrasées, de sucre de palme, d'ail, de piments, de sel, de tamarin et d'un zeste de citron vert. Le gado-gado est généralement fraîchement préparé, parfois devant les clients pour s'adapter à leur degré de piquant préféré, qui correspond à la quantité de piment incluse. Cependant, en particulier en Occident, la sauce gado-gado est souvent préparée à l'avance et en vrac. La sauce gado-gado est également disponible sous forme séchée, qu'il suffit de réhydrater en ajoutant de l'eau chaude.
La sauce gado-gado ne doit pas être confondue avec la sauce satay, qui est également une sauce aux arachides.

## Composition
Les légumes entrant dans la composition du gado-gado sont très variés. Les plus courants sont : le chou, le kang-kung, les pousses de soja, le concombre, la laitue, et la jacque. Certains sont crus, d'autres blanchis. Ils sont ensuite émincés finement.
Le gado-gado comprend souvent d'autres ingrédients, comme les krupuk, les œufs durs ou le tofu. La sauce aux arachides est versée sur le mélange de légumes. Composée d'arachides, de sucre, de jus de citron vert, de terasi et d'eau, elle est plus ou moins épicée selon le goût.

## Histoire
L'histoire de cette spécialité culinaire indonésienne n'a pas de contexte historique fixe. Il existe plutôt plusieurs théories et croyances différentes sur la façon dont le gado-gado est devenu un plat culinaire indonésien. Ces différentes théories et croyances sont présentées ci-dessous.

### Digado
Le gado-gado vient du mot indonésien digado. Cependant, le mot digado n'existe pas dans le dictionnaire indonésien. Le mot digado est issu d'une culture indonésienne spécifique, le Betawi. Dans la langue betawi, le mot signifie « ne pas être mangé avec du riz », ce qui explique pourquoi le riz ne fait pas partie des ingrédients clés du gado-gado. On utilise plutôt un substitut du riz, le lontong, autrement connu sous le nom de gâteau de riz indonésien.

### Le village de Tugu
Une autre théorie veut que le gado-gado soit originaire du village de Tugu. Au début des années 1700, lorsque les Européens sont arrivés en Indonésie, un certain nombre de Portugais ont fondé un village actuellement connu sous le nom de Tugu Village (Kampung Tugu). On dit que ces Portugais ont apporté leur cuisine locale en Indonésie. Grâce à l'introduction de la culture portugaise, le gado-gado a été introduit pour la première fois en Indonésie.

### Origine chinoise
Certains prétendent également que le gado-gado a été créé par des Chinois vivant à Betawi. Certains prétendent que les Chinois ont beaucoup apprécié le pecel javanais, une salade indonésienne, et ont voulu modifier le plat pour mieux l'adapter à leur goût. C'est ainsi que le gado-gado a été créé.